# Rise of Nations
Rise of Nations is een real-time strategy computerspel, ontwikkeld door Big Huge Games en uitgegeven door Microsoft op 20 mei 2003. Het spel was geen revolutie, wel een evolutie in rts-land: de klassieke structuur (zoals in Age of Empires) werd behouden, maar ook nieuwe en innovatieve concepten werden toegevoegd. Het spel is eigenlijk gecombineerd met turn-based strategy in the campagne, maar de campagne van Rise of Nations is niet erg sterk gemaakt en erg makkelijk uit te spelen. Hierom spelen de meeste mensen gewone eenmalige gevechten, wat dus wel alleen maar real-time strategy is.
In Rise of Nations neemt de speler de leiding over een van de 18 beschavingen en leidt hij zijn volk door de volledige menselijke geschiedenis. Men vertrekt in de oertijd (Ancient Age) en eindigt in onze tijd.

## Volkeren
De achttien volkeren met ieders speciale Kracht:
1. De Azteken hebben de Kracht van Offeren (Power of Sacrifice)
2. De Bantoe hebben de Kracht van Migratie (Power of Migration)
3. De Britten hebben de Kracht van het Rijk (Power of Empire)
4. De Chinezen hebben de Kracht van Cultuur (Power of Culture)
5. De Egyptenaren hebben de Kracht van de Nijl (Power of the Nile)
6. De Fransen hebben de Kracht van Leiderschap (Power of Leadership)
7. De Germanen/Duitsers hebben de Kracht van Industrie (Power of Industry)
8. De Grieken hebben de Kracht van Filosofie (Power of Philosophy)
9. De Inca's hebben de Kracht van Goud (Power of Gold)
10. De Japanners hebben de Kracht van Eer (Power of Honor)
11. De Koreanen hebben de Kracht van Traditie (Power of Tradition)
12. De Maya's hebben de Kracht van Architectuur (Power of Architecture)
13. De Mongolen hebben de Kracht van de Horde (Power of the Horde)
14. De Nubiërs hebben de Kracht van Handel (Power of Trade)
15. De Romeinen hebben de Kracht van Caesar (Power of Caesar)
16. De Russen hebben de Kracht van het Moederland (Power of the Motherland)
17. De Spanjaarden hebben de Kracht van Ontdekken (Power of Discovery)
18. De Turken hebben de Kracht van Belegeren (Power of Siege)

Op 28 april 2004 kende het spel een succesvolle uitbreiding met "Rise of Nations: Thrones and Patriots". Hierin werd het economische systeem verder verfijnd en werden 6 nieuwe naties toegevoegd.
De zes nieuwe volkeren met ieders speciale Kracht:
1. De Amerikanen hebben de Kracht van Innovatie (Power of Innovation)
2. De Indiërs hebben de Kracht van Majesteit (Power of Majesty)
3. De Irokezen hebben de Kracht van het Volk (Power of the Nation)
4. De Lakota hebben de Kracht van de Velden (Power of the Plains)
5. De Nederlanders hebben de Kracht van Handel (Power of Commerce)
6. De Perzen hebben de Kracht van Ceremonie (Power of Ceremony)

## Tijden
De acht tijden:
- De Oertijd tot 500 v.Chr. (Ancient Age)
- De  Klassieke Tijd 500 v.Chr.-500 (Classical Age)
- De Middeleeuwen 500-1400 (Medieval Age)
- De Renaissance 1400-1550 (Gunpowder Age=letterlijk: Buskruittijd)
- De Verlichting 1550-1800 (Enlightenment Age)
- De Industriële Tijd1800-1925 (Industrial Age)
- De Moderne Tijd 1925-1960 (Modern Age)
- De Informatietijd 1960-heden (Information Age)

Na de Informatietijd heeft de speler de mogelijkheid 4 toekomstige technologieën te ontwikkelen: Raketschild (Missile Shield), Wereldregering (World Government), Globale Welvaart (Global Prosperity), Kunstmatige Intelligentie (Artificial Intelligence)
Zowel de uitbreiding als het originele spel kenden veel succes en werden met verschillende prijzen bekroond. Rise of Nations is een van de laatste rts-games (samen met Cossacks) dat gebruikmaakt van het klassieke 2d-perspectief.

## Trivia
- Het spel is opgenomen in het boek 1001 Video Games You Must Play Before You Die van Tony Mott.